# あめのいおご飯

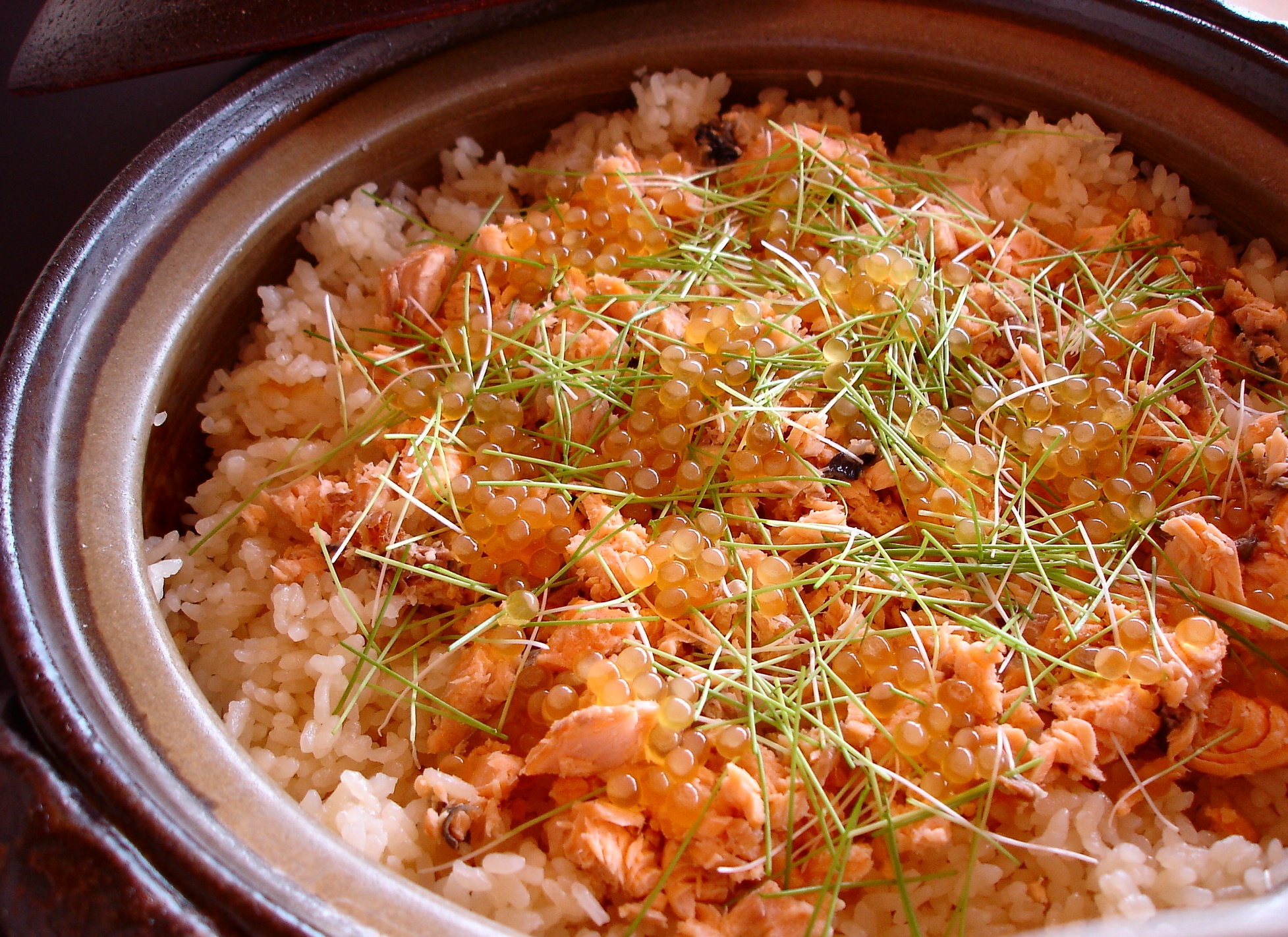

## 概要
あめのいおご飯（あめのいおごはん）は、滋賀県の郷土料理。琵琶湖の固有種であるビワマスを使った炊き込みご飯である。
名称は、あめのうご飯、あめのうおご飯、ますめし、など若干の違いが存在するが、基本的には琵琶湖または琵琶湖水系の河川で漁獲されたマス類を使用する点において共通する。

## 限定された食文化
主に湖西の安曇川、石田川、知内川、湖北の姉川、湖南の野洲川といった琵琶湖に注ぐ川筋と、琵琶湖漁業に関係する漁村近辺で食されてきた。
秋の産卵期に琵琶湖から川を遡上するビワマスは「あめのいお」「雨の魚」の別名がある。琵琶湖にいるビワマスは刺身、塩焼き、煮付け、天ぷら、じゅんじゅんでも食されているが、産卵期は卵巣・精巣に栄養が移るため脂が落ちる。しかしながら炊き込みご飯の場合、ビワマスの柔らかくしっとりとした身質が調理によって劣化することが無い。通常、農村民にとって琵琶湖深部に生息しているビワマスを漁獲することは困難であるが、産卵遡上するタイミングには投網や仕掛けを使った漁獲が可能になる。また産卵遡上のタイミングは新米の収穫期にあたるため、農村においては季節の出会いものとして貴重な料理でもあり、現在では使用されることはほぼ無くなった八升釜と呼ばれる大きな釜を使い、一匹丸ごとを釜に入れて豪快に調理された。
1998年には滋賀県選択無形民俗文化財「滋賀の食文化財」として選択されている。

## 調理と味わい
大釜で炊く際には卵を出さずに子持ちのままのビワマスを米の上に乗せ、醤油と酒を加えて炊く。炊きあがったらビワマスの頭を持ち上げて振ると身と卵だけが落ちるので、残った頭と骨を除いてご飯と混ぜ合わせ、刻んだネギを乗せる。これは鯛めしに代表されるように、日本全国的に見受けられる魚介の炊込みご飯の調理方法である。日本の多くの地域では水の硬度が中軟水であり、魚介と米を同時に同一の鍋で調理すると、旨味成分が水を媒介してご飯全体に浸透することになる。ビワマスにおいても大釜で一匹丸ごとで炊く方が美味である。近年では大釜で炊くことは商業的に現実的ではないため、切り身を使って炊く方法が普及している。

## 現状
上記の通り、琵琶湖周辺の地理的要因に強く由来した郷土料理であったが、農村における食習慣は大きく変化しているため、現代の農村家庭の食にはほぼ存在しない。一方でビワマスが琵琶湖漁業資源として漁獲されるようになったことから、郷土料理店、旅館等の外食産業のメニューとして商品化され、その存在が持続している。